# Дальнее (Астраханская область)
Дальнее (до 1952 года — посёлок Дальча) — село в Лиманском районе Астраханской области России, в составе Бударинского сельсовета.
Население — 78 (2010)

## Физико-географическая характеристика
Село расположено на юго-востоке Лиманского района, в пределах Прикаспийской низменности, являющейся частью Восточно-Европейской равнины, на северном берегу безымянного ерика, напротив села Бударино, на высоте около 27 метров ниже уровня мирового океана. Для рассматриваемой территории характерен ильменно-бугровой ландшафт, представленный урочищами бэровских бугров и межбугровых понижений, занятых ериками и ильменями. Часть местности заболочена. Почвенный покров комплексный: на буграх Бэра распространены бурые полупустынные почвы, в межбугровых понижениях ильменно-болотные и ильменно-луговые почвы.
Расстояние до столицы Астраханской области города Астрахани составляет 120 км, до районного центра посёлка Лиман — 24 км.
Климат резко континентальный, крайне засушливый (согласно классификации климатов Кёппена-Гейгера — семиаридный (индекс BSk)).
Часовой пояс
Дальнее, как и вся Астраханская область, находится в часовой зоне МСК+1. Смещение применяемого времени относительно UTC составляет +4:00.

## Население
| 2002 | 2009 | 2010 |
| ---- | ---- | ---- |
| 91   | ↘72  | ↗78  |

## История
Дата основания не установлена. В 1926 году на базе поселений Дальча и Антоново была образована артель «Восток». В 1930 году из мелкие рыболовецкие артели были объединены в колхоз «Путь к коммунизму» Долбанского улуса Калмыцкой автономной области. Колхоз относился к Дальчинскому сельскому совету рабочих, крестьянских, красноармейских и ловецких депутатов, в который входили: село Дальчи, населённый пункт Дальча, хутора Мишка, Чимбя, Семёновск, Коскин, Наран-Газыр.
28 декабря 1943 года калмыцкое население было депортировано. После ликвидации Калмыцкой АССР населённый пункт Дальча, как и другие населённые пункты Добанского улуса, был включен в состав Астраханской области. В ноябре 1952 года населённый пункт Дальча был переименован в село Дальнее.
Калмыки стали возвращаться в 1956 году после отмены ограничений по передвижению, однако в состав Калмыцкой АО село возвращено не было.